# Museo de la Charrería
El Museo de la Charrería es un museo de México  situado en el Centro Histórico de la Ciudad de México en la calle Izazaga, ocupa las instalaciones de lo que fue un antiguo monasterio dedicado a la Virgen de Montserrat. El monasterio se cerró en 1821 y el edificio se deterioró de manera significativa hasta que se decidió rehabilitarlo para convertirlo en atracción turística. El propósito del museo es preservar y promover el deporte y la tradición de la charrería con la exhibición permanente de arte y artesanías, así como programas de extensión.

## Monasterio
El edificio es lo que queda de un monasterio que fue fundado en el siglo XVI, patrocinado por Diego Jiménez y Fernando Moreno. El monasterio estaba dedicado a la Virgen de Montserrat, cuya imagen fue traída a la Ciudad de México desde Cataluña. Esta imagen de la virgen estaba casi siempre cubierta por tres velos que eran removidos solo los principales días de fiesta. Por debajo de los velos, la imagen era famosa por su gran variedad de trajes y adornos de piedras preciosas. Originalmente, se trataba de un monasterio benedictino. En sus inicios, una epidemia de viruela causó que fuera convertido en hospital para atender a los miles de indígenas enfermos. Constantemente estuvo involucrado en disputas, y en algún momento, llegó a estar habitado por monjes de San Jerónimo. Estos monjes se dedicaban a la educación religiosa de los jóvenes y a la copia de manuscritos. Con el tiempo las disputas obligaron a cerrar el monasterio en 1821, cuando había solamente seis monjes habitándolo.

## De 1821 a 1970
A través de los siglos la construcción fue monasterio, cuartel militar, museo de aeronáutica y archivo, entre otros usos. La documentación sobre el edificio desde 1821 hasta 1930 es escasa, pero las fotografías indican que la fachada que tenía antiguamente fue demolida en su mayor parte para ampliar la calle Izazaga. Fue declarado monumento colonial en 1931, sin embargo, también se decidió cerrarlo al culto debido a los conflictos religiosos prevalecientes en esa década (la Guerra Cristera). Hay indicios de que a mediados de la década de 1930, fue utilizado como cuartel y luego como sede de la Federación Socialista de los Trabajadores. Después de eso fue utilizado como viviendas y se desconoce cuándo fueron desalojados los inquilinos. En 1959, el cineasta hispano-mexicano Luis Buñuel rodó las primeras secuencias de su Nazarín en este edificio, arruinado ya por aquel entonces. Posteriormente fue cedido a un par de organizaciones sin fines de lucro en la década de 1960, pero no fue ocupado. Cuando la Federación Mexicana de Charrería tomó posesión del edificio en 1970, estaba completamente abandonado.

## El museo
En 1970 se decidió convertirlo en una atracción turística y fue remodelado a un costo de casi seis millones de pesos. Con el trabajo hecho, el edificio fue cedido a la Federación Mexicana de Charrería, que lo convirtió en el actual museo. Fue inaugurado en 1973 y es el único de su tipo en la Ciudad de México. El museo presenta arte y artesanías relacionadas con el deporte y la tradición, tales como sillas de montar, lazos, sombreros, trajes de charro, armas de fuego y mucho más. La mayoría de las piezas han sido donadas por aficionados a este deporte. Algunos de estos elementos pertenecían a personajes como Maximiliano I de México y Francisco Villa. La colección se divide en tres períodos históricos, la época colonial, después de la Independencia de México y de la Revolución Mexicana hasta la actualidad.  También hay una colección de acuarelas de José Albarrán Pliego, así como los vestidos usados por la China Poblana. Desde su apertura, la colección ha seguido creciendo a medida que el museo recibe más donaciones.
El origen de la charrería data de poco después de la Conquista. Para poder ayudar con la ganadería en las haciendas, los pueblos nativos fueron entrenados para montar a caballo y atender al ganado, dando lugar a una mezcla de las culturas española e indígena. El principal objetivo del museo es conservar esta rica tradición, sobre todo para el pueblo mexicano. La organización también tiene un programa permanente para ayudar a las escuelas y artesanos dedicados a la tradición y la fabricación de elementos asociados con ella.